# 金刺舎人麻自
金刺舎人 麻自（かなさしのとねり の まじ）は、奈良時代の人物。姓はなし。駿河国益頭郡（現在の静岡県焼津市の一部、藤枝市東南部の一部にあたる）の人物。位階は従六位上。

## 出自
物部氏の一族である珠流河国造の嫡流的氏族である金刺舎人氏の人物。金刺舎人の氏名は、欽明天皇の磯城嶋金刺宮に仕えた舎人に因むもので、駿河国・信濃国（科野国造後裔）に分布している。駿河国に限定すると、天平9年度（737年）駿河国正税帳に「主政无位金刺舎人祖父万侶」、『続日本紀』延暦10年（791年）には「駿河国駿河郡大領」正六位上金刺舎人広名を国造と為す」とあり、駿河国の国造の一族であったと思われる。

## 記録
『続日本紀』巻第二十に、孝謙朝の天平勝宝9歳（757年）8月、
とある。これにより、天皇は勅を出して、以下のような内容のことを述べた。
自分は徳が薄いにもかかわらず、皇位を継いで9年になるが、これまで善政を行わず、淵に臨んでいるように危うい気分でおり、氷を踏んでいるように慎重にしている。去る3月20日に、皇天（天の神）は「天下太平」の4文字をお示しになった。しかるに橘奈良麻呂らの陰謀が発覚し、天の責を受け、ことごとく罪に服し、事件は大事に至らずに落着した。
ここに、駿河国益頭郡の人、金刺舎人麻自が献上した蚕の卵が自然に書いた文字を得た。それは「五月八日開下（かいか）帝釈（たいさく）標知天皇命百年息」とあった。国内はこの瑞祥を頂いて喜んだが、どうすれば良いのか分からなかった。そこで群臣に議論させたところ、
「5月8日は太上天皇の一周忌のために法会を設けて悔過（けか、罪を悔いて改めること）が終わる日です。帝釈天は皇帝と皇太后（光明皇太后）の至誠に感じて、天門を開き、地上界の陛下の優れた仕事を見て、陛下の御世が百年続くことを示したものです。日月の照らすところ、聖胤（天子の子孫）が繁栄し、乾坤の載せるところ、宝祚（ほうそ、皇位が長く続くこと）が延長することを知っています。この瑞兆は国家が全く平らかになるしるしです。謹んで考えると、蚕は虎のような模様を持ち、時に皮を脱ぎ、馬のような口を持ちながら争うことなく、室内で成長して衣服を人々に与え、朝廷や祭礼の服もこれから作られる。このため、神虫をして、字を作り、用いて神異をあらわそうとしている。今、禍も収まった時、自然に霊字を呈し、戈を止める日に、朝廷に奏上した。これは天祐であり、吉兆であって、五八の数を並べると宝寿の不惑（40歳）に通じ、日月はともに明るく皇居の末永い栄えを象徴します」
といった。朕は自身の徳の薄さを恥じ、この瑞兆は賢明な補佐のもたらした功である。この天の恩恵を天下に知らしめるために、改元し、天平宝字元年とする。
以上のように述べ、調庸の減免、雑徭の半減、公出挙の利子の免除、天下の租の半分の免除（寺院・神社は除く）などを決め、瑞兆を献上した無位の庶民である麻自は従六位上に叙し、絁20疋、調の綿40屯、調の布80端、正税2千束を与えられ、取り次ぎをした駅使の中衛舎人も昇叙され、奏上をしなかった国司や郡司には加増しないが、益頭郡の人民の租税を1年間免除された、とある。

## 考察
この瑞祥の上奏は、国司や郡司の手続きを経ず、直接中衛舎人によってなされたことが異例である。